# 巴赫賴奇縣
巴赫賴奇縣是印度的一個縣，位於該國北部，由北方邦負責管轄，面積4,696平方公里，每年平均降雨量1,125毫米，識字率為51.1%，2011年人口3,478,257，人口密度每平方公里741人。

## 外部連結
- 官方网站

27°45′N 81°45′E / 27.750°N 81.750°E